# 이용식 (권투인)
이용식(李龍植, 1909년 6월 11일 ~ ?)은 한국의 권투 선수이다. 일본명은 우에무라 다쓰로(植村竜郎), 별명은 청룡도였고, 함경남도 원산 출신이다.

## 생애
13살 때 원산항에 입항한 스탠더드 석유회사의 유조선에 잠입, 미국 뉴욕으로의 밀항을 기도했다. 그러나 항해도중 발각돼 상해에서 배를 내렸다. 대담하고 똘똘한 이용식은 음식점종업원 등 온갖 잡일을 하면서도 상해에서 고학으로 학교(보석학원)를 3년간 다녔다.
1928년 상하이에서 “영 앰비션”이란 링네임을 가진 프로 권투 선수로 데뷔하였다. 한국 최초의 프로 권투선수 김정연과 같은 1928년에 데뷔했으나, 날짜에서 늦어 한국의 두 번째 프로 권투선수가 되었다. 또한 원산은 김정연, 황을수, 이용식 등 초기에 유명 권투선수를 가장 많이 배출한 고장이었다. 상해에서 국적불명의 돈 새크러먼트, 보비 랜드 등을 KO로 이겼다.
그러다 쑨원의 혁명에 자극 받아 광동 군인학교에 입학, 갓 스물의 나이로 비행기 조종술을 배워 파일럿으로 전선에 출동하기도 했다. 21살 때 조선독립운동에 가담했다는 혐의로 수배를 받자 상해를 탈출하여, 만주와 소련 등지를 전전하였다.
1930년 10월께 일본 동경으로 건너가서, 동경에서 제국권투구락부에 입문하여 본격적인 트레이닝을 받았다.
1931년 1월 일본 데뷔전(6라운드 경기)에서 원정에게 판정패했으나, 2개월 후 KO로 간단히 설욕하고, 이후 그의 가공할 KO퍼레이드는 약 1년 동안 10연속 KO승의 파죽지세로 당시로선 전례 드문 센세이션을 일으켰다.
1933년 은퇴·귀국 후 ‘올림픽 권투회’ 등 도장을 운영하다가, 1936년에는 도쿄에 ‘동경권투회’를 창립했다.
종전 무렵 북경으로 간 이후 소식이 끊겼다.

## 평가
그는 일본 프로 복싱사에서 “가공할 펀치력의 소유자에다 불후의 명승부를 창조하는 대스타”라고 평가되고 있다.

## 참고자료
- (3401)<제77화>사각의 혈투 60년(19)|풍운아 이용식|김영기, 중앙일보, 1982년 4월 29일자 종합11면.